# Heckler & Koch G3
G3, en forkortelse for Gevær 3 (tysk: Gewehr 3), er en militær automatriffel, der bruger 7.62 x 51 mm NATO-ammunition og er fremstillet af den tyske våbenfabrikant Heckler & Koch. Riflen blev indført som standardtjenestevåben i det tyske Bundeswehr i 1959 og efterfølgende i en lang række andre lande.
I Danmark indførtes G3 i 1966 i begrænset omfang som finskyttegevær i Hjemmeværnet, under betegnelsen gevær M/66. I 1975 indførtes det i hele Forsvaret, hvor det under navnet gevær M/75 afløste M/50, M1 Garand-geværet.

## Historie
G3 var Bundeswehrs standardriffel frem til 1997, hvor den blev erstattet af Heckler & Koch G36. Den bruges stadig af en række lande. G3 var en typisk riffel for sin tid, en tung automatriffel i kaliber 7.62 x 51 mm NATO, med aftageligt magasin, flammeskjuler og montage til bajonet. Da den blev fremstillet, konkurrerede den med lignende rifler som FN FAL, M14 og Armalite AR-10. Riflen blev udviklet af tidligere Mauser-ingeniører, der havde arbejdet for våbenfabrikanter i Spanien. Der havde de været med til at bygge CETME-riflen og tog designet med tilbage til Tyskland. Tidlige G3-rifler havde kolber og frontskaller i træ ligesom CETME.
I slutningen af 2. verdenskrig arbejdede Mauser på StG.45(M)-riflen, der dog ikke kom over prototypestadiet. Efter krigen tog ingeniører fra Mauser ideerne fra StG.45(M) med til deres nye arbejdspladser i Spanien. CETME-prototyperne blev udviklet i starten af 1950'erne, og den nye NATO-standardkaliber 7.62 mm blev valgt. CETME blev indført i de spanske væbnede styrker i 1954, og den let modificerede udgave som G3 i Vesttyskland i 1959.
G3 afløste Bundeswehrs G1, en modificeret FN FAL, der var blevet brugt siden 1956, året efter Tysklands indtræden i NATO.
G3 har et godt ry for sin forholdsvis kompakte størrelse og solide konstruktion i presset stål, der også nedsatte produktionspriserne i forhold til mange af de øvrige rifler af samme kaliber. Våbnets største mangler er den høje vægt og et hårdt aftræk og kraftigt rekyl.

## Varianter af G3
G3 har tjent som basis for en række andre skydevåben fra Heckler & Koch, både i andre kalibre og forskellige finskytterifler. HK33 og HK G41 er beslægtede rifler, der basalt set blot er G3-rifler i kaliber 5.56 x 45 mm NATO.

### Rifler ogkarabiner
- G3 – Den originale model baseret på CETME-riflen.
- G3A1 – G3 med en eksperimentel foldekolbe, der minder om den, man ser på MP-40-maskinpistolen. Den blev dog droppet på grund af et stort rekyl.
- G3A2 – G3 med et nyt og mere robust bagsigte.
- G3A3 – Den mest velkendte version. Forbedret bagsigte, plastikkolbe og -frontskal. Frontskallen kom i to forskellige versioner, en tynd og en bred.
- G3A3A1 – Version af G3A3, der kunne bruges af både venstre- og højrehåndede.
- G3A4 – En udgave med teleskopkolbe. En variant udstyret med kikkertsigte kaldtes G3A4 ZF (ZF står for Zielfernrohr, kikkert).
- G3A4A1 – Version af G3A4, der kan bruges af venstrehåndede.
- G3KA4 – Er karabinversionen af G3. Den har et løb på 314.96 mm og teleskopkolbe.
- G3KA4A1 – Udgave af G3KA4, der kan betjenes af venstrehåndede.
- G3A5 – Den i Forsvaret benyttede udgave af G3. Fra 1966 gennemgik udvalgte skytter i Hjemmeværnet et finskyttekursus og fik udleveret en variant af G3 kaldet M/66 med tilhørende sigtekikkert,[1] en Hensoldt Z24. Gevær M/66 adskiller sig fra M/75 ved, at bundstykket er forsynet med fingerriller, så der kan lades med mindre støj, og ved en reduceret rekyl pga. en ekstra fjeder i kolben, der er af kunststof, mens M/75 også findes med trækolbe.
- G3A6 – Iransk udgave af G3A3.
- G3A7 – Tyrkisk udgave af G3A3.
- G3A7A1 – Tyrkisk udgave af G3A4.

### Specialiserede G3-rifler
- G3-TGS – Er en G3 med en 40 mm HK 79 granatkaster monteret under løbet.
- G3A3ZF – Er G3A3 med kikkertmontage og kikkertsigte.
- G3SG/1 – Særlig præcisionsudgave af G3, designet som finskytteriffel.

G3SG/1, MSG90 / MSG3, PSG-1 og HK33SG/1 er andre finskytterifler udviklet fra G3.